# Розвелл (Огайо)
Розвелл (англ. Roswell) — селище (англ. village) в США, в окрузі Таскарвас штату Огайо. Населення — 219 осіб (2010).

## Географія
Розвелл розташований за координатами 40°28′33″ пн. ш. 81°20′53″ зх. д. / 40.47583° пн. ш. 81.34806° зх. д. (40.475937, -81.348100).  За даними Бюро перепису населення США в 2010 році селище мало площу 0,68 км², уся площа — суходіл.

## Демографія
Згідно з переписом 2010 року, у селищі мешкало 219 осіб у 85 домогосподарствах у складі 59 родин. Густота населення становила 323 особи/км².  Було 98 помешкань (144/км²).
Расовий склад населення:
| - 98,6 % — білих - 0,5 % — чорних або афроамериканців |

До двох чи більше рас належало 0,5 %. Частка іспаномовних становила 0,5 % від усіх жителів.
За віковим діапазоном населення розподілялося таким чином: 28,3 % — особи молодші 18 років, 62,6 % — особи у віці 18—64 років, 9,1 % — особи у віці 65 років та старші. Медіана віку мешканця становила 34,1 року. На 100 осіб жіночої статі у селищі припадало 90,4 чоловіків;  на 100 жінок у віці від 18 років та старших — 96,2 чоловіків також старших 18 років.
Середній дохід на одне домашнє господарство  становив 57 516 доларів США (медіана — 53 750), а середній дохід на одну сім'ю — 61 689 доларів (медіана — 60 000). Медіана доходів становила 41 250 доларів для чоловіків та 28 750 доларів для жінок. За межею бідності перебувало 11,9 % осіб, у тому числі 18,4 % дітей у віці до 18 років та 0,0 % осіб у віці 65 років та старших.
Цивільне працевлаштоване населення становило 115 осіб. Основні галузі зайнятості: виробництво — 33,0 %, освіта, охорона здоров'я та соціальна допомога — 14,8 %, транспорт — 13,0 %.